# Булюк Герай
Булю́к (Бюлюк, Бёлюк) Гера́й (крым. Bölük Geray, بولك كراى‎; ок. 1535—1551) — крымский царевич и калга, старший сын казанского хана Сафы Герая.

## Биография
Первоначально Булюк Герай воспитывался при дворе астраханского хана. В 1545 году крымский хан осадил и взял Астрахань. 10-летний царевич Булюк Герай был отвезен Сахибом Гераем в Крым и воспитывался при ханском дворе.
В марте 1549 года 38-летний казанский хан Сафа Герай погиб при не выясненных обстоятельствах. У него было три сына: Булюк Герай, Мубарек Герай и Отемиш Герай. Только двухлетний Отемиш находился при отце в Казани. Старшие сыновья Булюк и Мубарек проживали при дворе крымского хана Сахиба I Герая.
После смерти Сафы Герая казанские беи отправили гонца к крымскому хану Сахибу I Гераю, прося его отправить в Казань на ханский престол старшего сына Сафы — Булюка Герая. Сахиб I, желавший посадить на казанском троне одного из своих сыновей, отказался прислать Булюка Герая в Казань под предлогом его малолетства. По ханскому указу царевичи Булюк и Мубарек Гераи были заключены под стражу в крепости Инкерман.
В 1551 году османский султан Сулейман Великолепный решил отстранить от власти неугодного ему хана Сахиба I Герая и назначил новым ханом его племянника Девлета Герая. В это время Сахиб I с большим войском выступил из Крыма в поход на Кавказ. Новый хан Девлет I Герай с большим отрядом турецких янычар высадился в Гезлеве и быстро занял Бахчисарай. Девлет I приказал освободить из инкерманской темницы братьев Булюка и Мубарека Гераев. Новый хан поручил Булюку Гераю умертвить престарелого Сахиба I Герая. Булюк Герай с отрядом янычар прибыл в Тамань, где лично убил сверженного хана.
Хан Девлет I Герай вначале приблизил к себе своего родственника Булюка Герая и назначил его калгой, вторым лицом в ханстве после хана. Однако вскоре хан заподозрил его «в некоторых недобрых намерениях» и лично умертвил своим кинжалом.